# Ciudad Vieja (Montevideo)
Ciudad Vieja es uno de los 62 barrios oficialmente reconocidos de Montevideo (Uruguay), que corresponde al casco antiguo de la ciudad. Comprendido políticamente en el Municipio B, se encuentra en una península, limitando al este con el barrio Centro, y al oeste, sur, y norte –donde se emplaza el Puerto de Montevideo– con las costas del Río de la Plata.
Es una zona de amplio interés histórico y arquitectónico, caracterizado por la concentración de construcciones de estilo art decó y art nouveau. El barrio alberga una gran cantidad de edificios administrativos y de oficinas, siendo sede de importantes instituciones financieras, empresas y oficinas gubernamentales. A su vez, presenta museos, galerías de arte y centros culturales, así como restaurantes y discotecas.

## Historia
Hasta el año 1829 la zona se encontraba rodeada por una muralla con foso seco y contra-muralla, que protegía a la ciudad de las invasiones. La Puerta de la Ciudadela era la puerta de entrada la ciudad fortificada.
En los años 2007 y 2008 se realizaron investigaciones arqueológicas en un predio ubicado en la Ciudad Vieja, las cuales tuvieron como objeto un tramo de 60 metros de la Muralla de Montevideo situada en un sótano como pared medianera. 
Algunas calles del barrio recuerdan la presencia de la muralla, como la calle Ciudadela o la calle Brecha. Esta última toma su nombre por el hecho de estar ubicada en el punto donde los ingleses lograron abrir la muralla durante la toma de la ciudad en la invasión inglesa de 1807.
La antigua calle Sarandí fue transformada en peatonal en 1992, lo que incrementó sus características de zona comercial y de paseo. En 2005 fue extendida más allá de la Plaza Matriz

## Sitios de interés
En la Ciudad Vieja se encuentran numerosas construcciones de la era colonial o de las primeras décadas de la independencia de gran valor arquitectónico; se destacan una gran cantidad de edificios de estilos art decó y art nouveau.

### Edificios y arquitectura

#### Cabildo de Montevideo

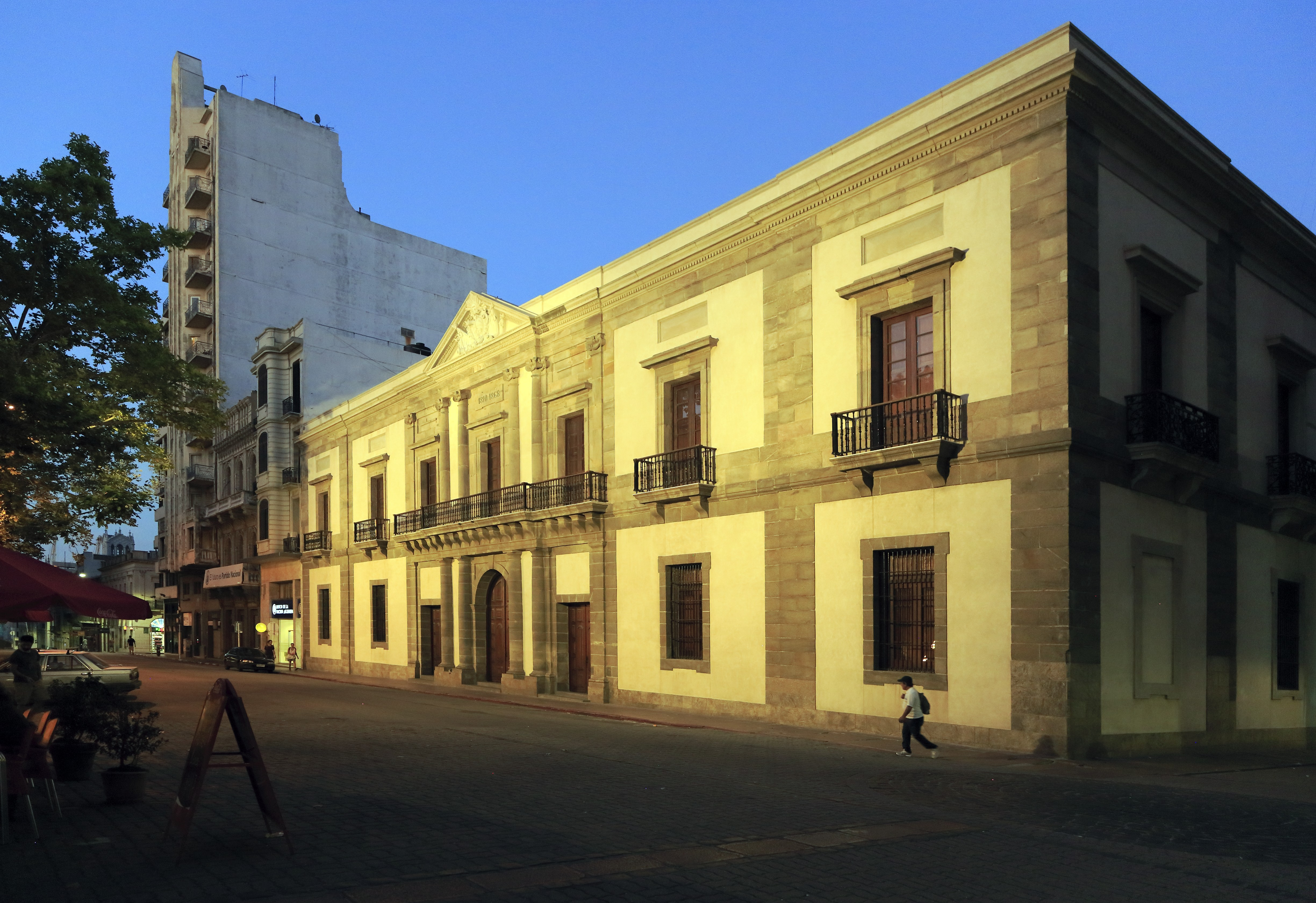
Cabildo de Montevideo

Construido en la época colonial frente a la plaza mayor, tal como lo establecía las Leyes de Indias, servía como edificio de actividades administrativas y judiciales. En 1830 fue lugar de la Jura de la primera Constitución de Uruguay, y fue sede de la Asamblea General hasta 1925, cuando se inauguró el Palacio Legislativo. Posteriormente albergó el Ministerio de Relaciones Exteriores, hasta que en la década de 1950, al ser adquirido por el gobierno de Montevideo, fue destinado a albergar el Museo y Archivo Histórico Municipal, que en la actualidad es denominado Museo Histórico Cabildo.

#### Teatro Solís

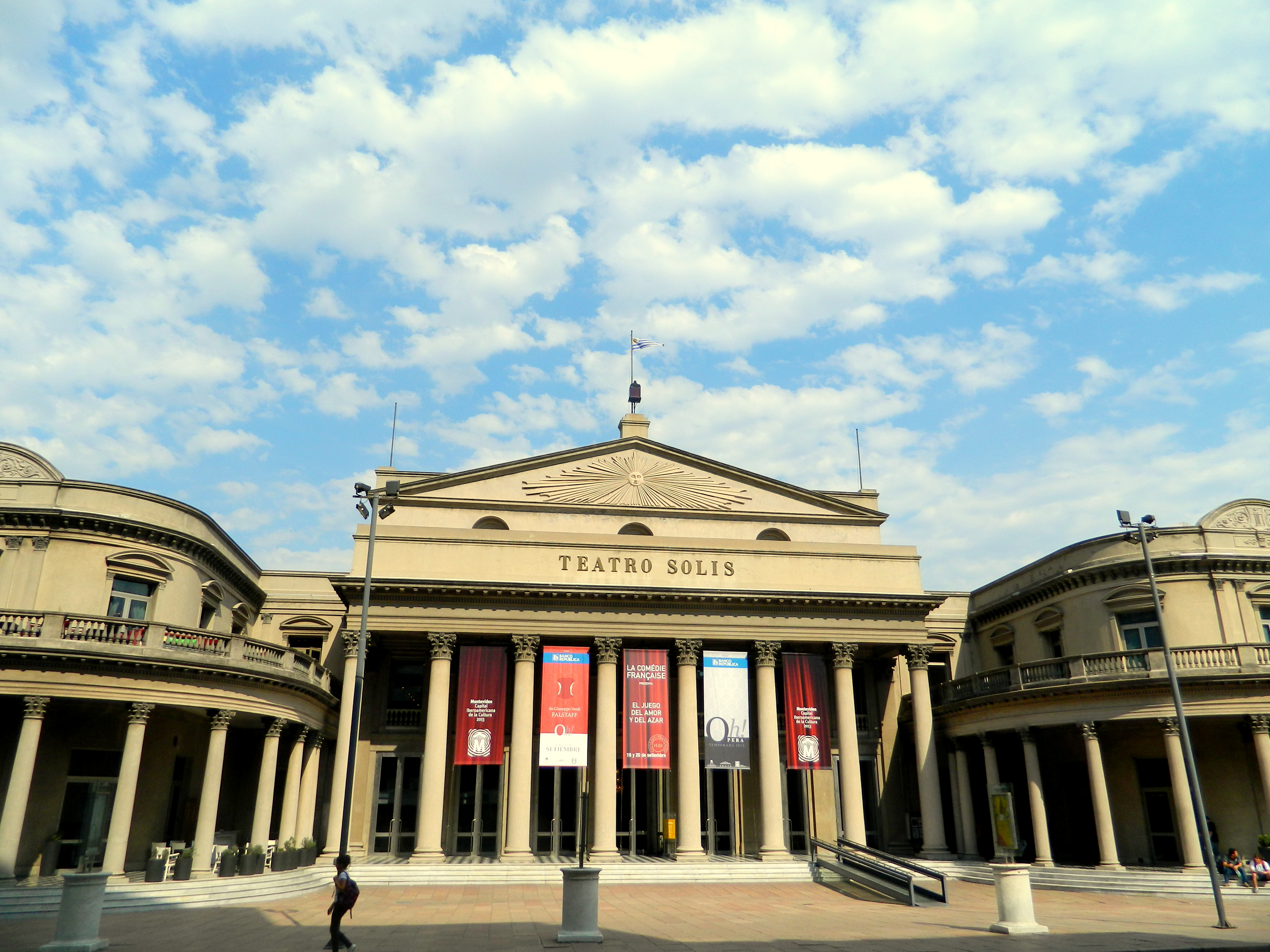
Fachada principal del Tatro Solís

Inaugurado en 1856, se trata del del teatro más antiguo de América del Sur, y el más importante del país. De estilo neoclásico, fue diseñado por el arquitecto italiano Carlo Zucchi, quien estuvo a cargo de prominentes edificaciones de la ciudad. Nombrado en honor al navegante español Juan Díaz de Solís quien fue el primer explorador europeo en llegar al Río de la Plata, su sala principal cuenta con una capacidad de 1500 espectadores. Es sede de la Comedia Nacional, elenco estable que ha estado conformado por numerosos actores destacados del país a lo largo de su historia.

### Museos

#### Museo Histórico Nacional

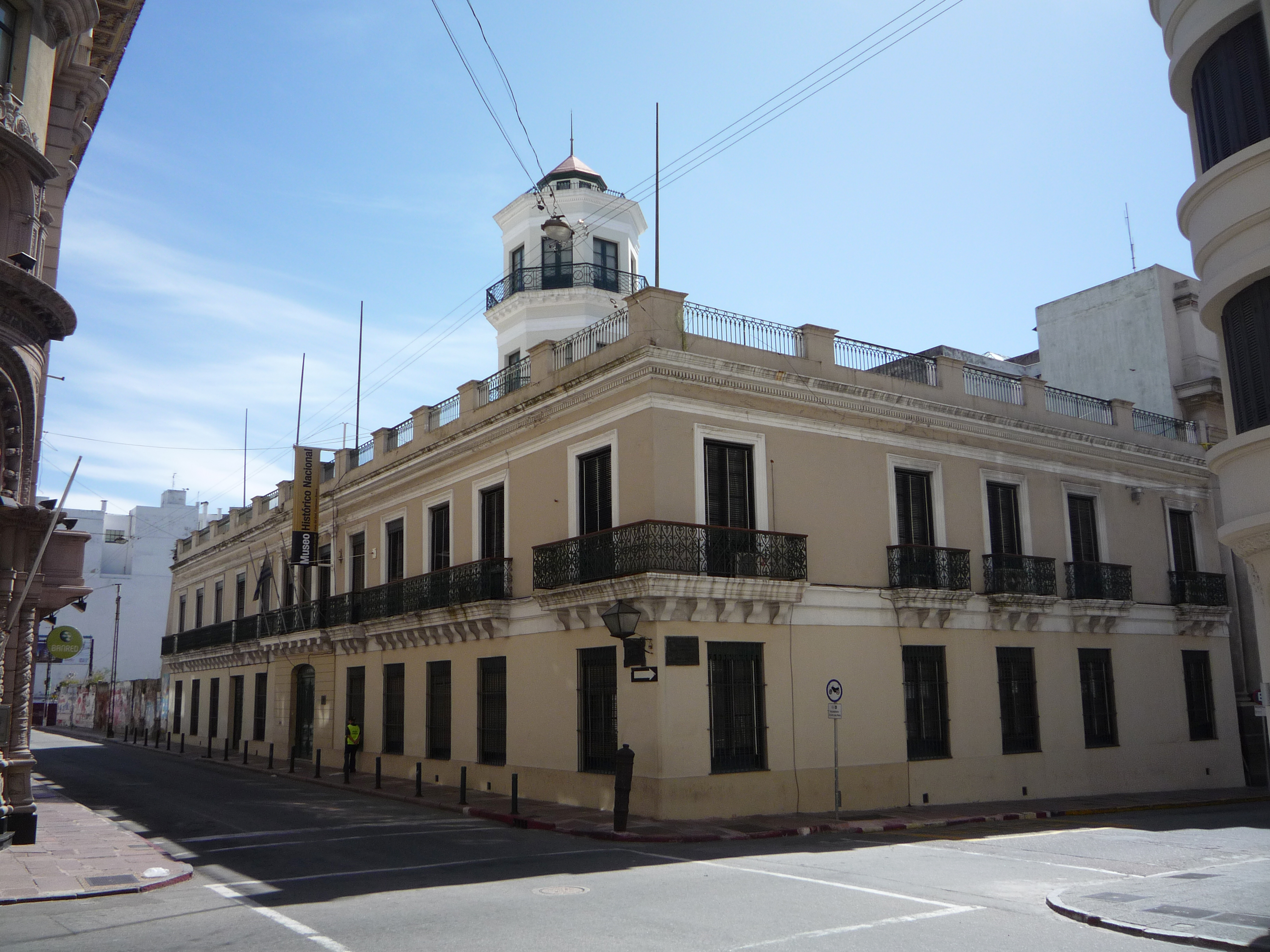
Casa de Fructuoso Rivera

Repartido entre varios edificios históricos de la ciudad, su sede principal se encuentra en la Casa de Fructuoso Rivera, construida a inicios del siglo XIX y utilizada como residencia por el primer presidente de Uruguay, Fructuoso Rivera. Conserva y exhibe documentos, objetos, obras de arte y mobiliario pertenecientes a diferentes momentos históricos que atravesó el país. Su colección abarca desde el proceso de formación en un Estado independiente y la construcción del sentir nacional uruguayo, hasta el proceso del sistema político republicano y las diferentes culturas que se han desarrollado en el territorio.

#### Museo Torres García

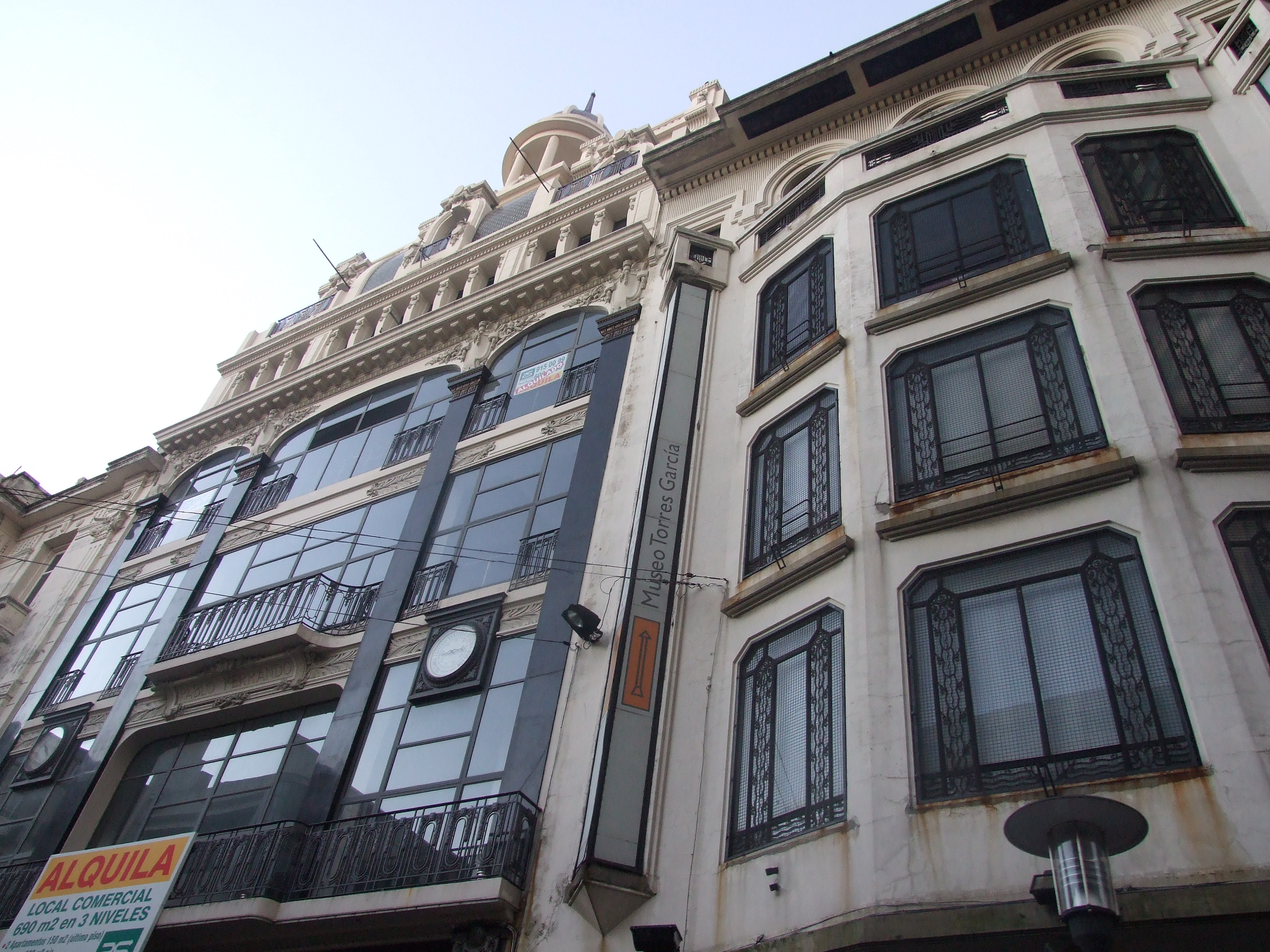
Museo Torres García

Ubicado sobre la Peatonal Sarandí, conserva y exhibe gran parte de las obras del pintor Joaquín Torres García, quién fundó el universalismo constructivo. Fue inaugurado en 1955 en un edificio ubicado sobre la Avenida 18 de Julio, pero años más tarde fue trasladado al Taller Torres García en el Ateneo de Montevideo, donde funcionó hasta 1975, cuando fue clausurado por las autoridades de la dictadura cívico-militar. En 1990, tras la iniciativa de la Fundación Torres García, presidida por su viuda, el museo fue reabierto en su ubicación actual. Además de las exhibiciones permanentes, el complejo alberga un pequeño teatro.

#### Museo Gurvich

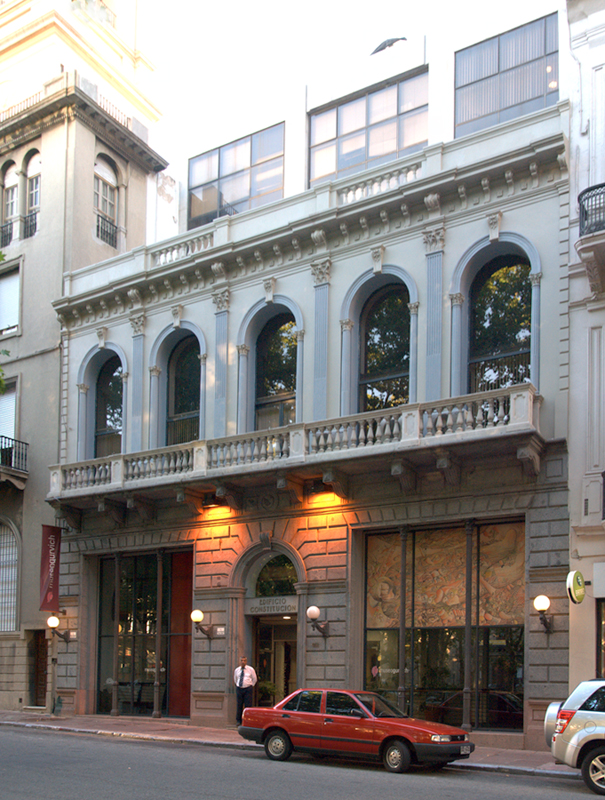
Museo Gurvich

Inaugurado en 2005 por iniciativa de la Fundación Gurvich, exhibe la obra y vida del artista lituano-uruguayo, José Gurvich. Cuenta con una colección de 266 piezas, en las que se incluyen libros, láminas y objetos del pintor, así como óleos, dibujos, acuarelas, murales, y esculturas. Su primera sede estuvo ubicada sobre la calle Ituzaingó de la Ciudad Vieja. En 2013 se adquirió el local actual sobre la Peatonal Sarandí, y tras una serie de reformas, en 2015 fue reabierto al público. Además de la colección permanente, se realizan diferentes actividades culturales.

#### Museo Andes 1972
Inaugurado en 2013, está dedicado al accidente del Vuelo 571 de la Fuerza Aérea Uruguaya en la Cordillera de los Andes de 1972. En su acervo se encuentran objetos personales de los pasajeros, fotografías y diferentes documentos sobre el acontecimiento. Cuenta, a su vez, con un espacio dedicado al arriero chileno Sergio Catalán.

#### Museo de Arte Precolombino e Indígena

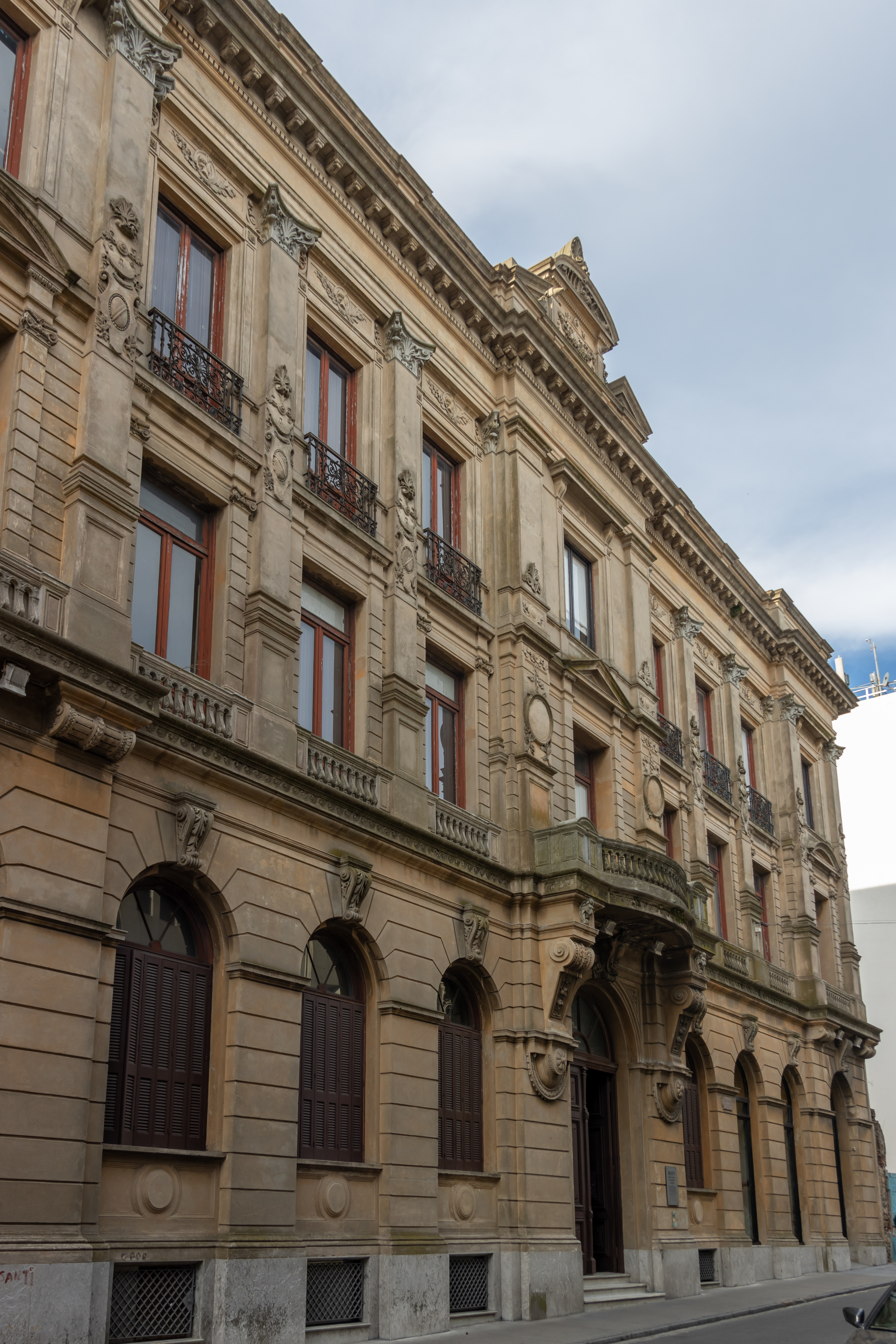
Edificio Reus

Exhibe colección permanente de más de 700 piezas arqueológicas y etnográficas pertenecientes a diferentes culturas del continente americano. Asimismo, en sus instalaciones se realizan exposiciones temporales. Es albergado en un edificio ecléctico historicista con influencia italiana, construido a fines del siglo XIX por encargo del empresario Emilio Reus. El mismo fue declarado Monumento Histórico Nacional en 1986.

#### Museo Figari
Exhibe obras del pintor Pedro Figari y su hijo Juan Carlos, así como documentos y objetos personales de la familia. En sus instalaciones también se realizan eventos culturales de diferentes artistas, y se presentan exposiciones de carácter investigativo.

#### Museo de Artes Decorativas

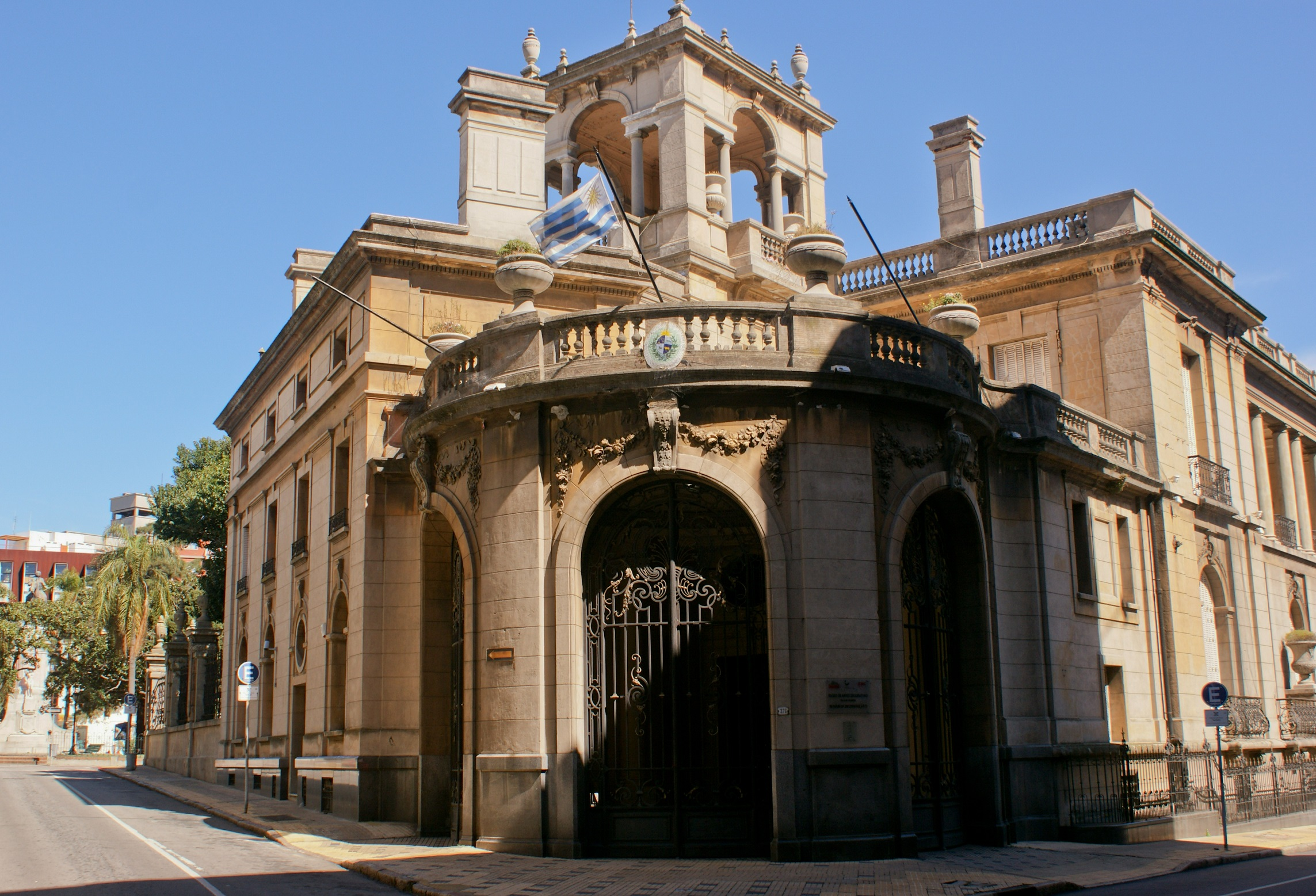
Palacio Taranco

Ubicado en el Palacio Taranco, exhibe el mobiliario y decoración original perteneciente a la familia Ortiz de Taranco. Asimismo, presenta una colección de obras de arte y esculturas, y una muestra de arqueología con piezas originales de origen griego, egipcio, romano y musulmán.

#### Museo del Carnaval
Ubicado sobre la Rambla 25 de Agosto, conserva y exhibe diferentes objetos relacionados con el carnaval uruguayo. Mediante exposiciones permanentes y temporales explora la historia de la fiesta popular y el candombe.

### Plazas

#### Plaza de la Constitución

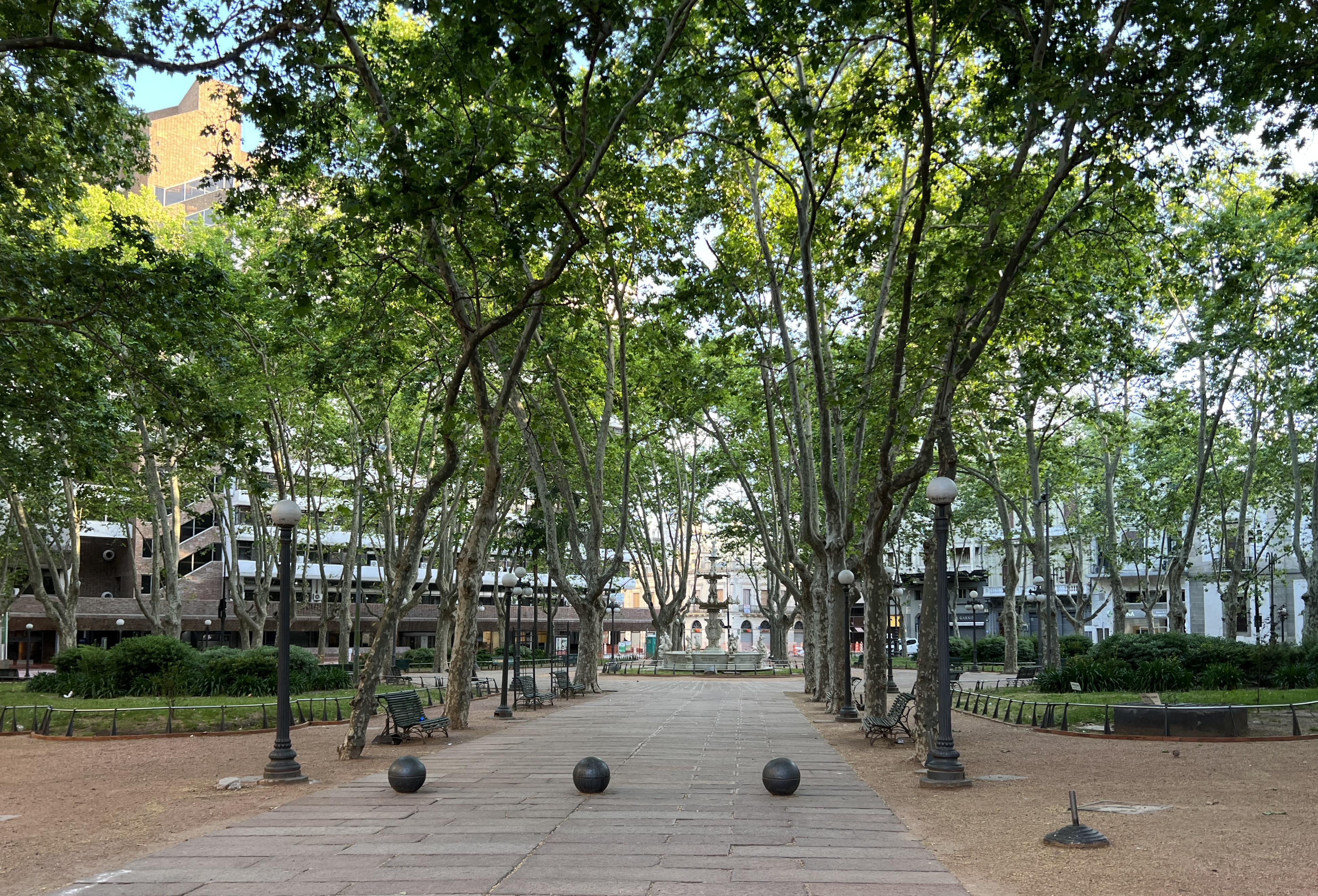
Plaza de la Constitución

También conocida como «Plaza Matriz», fue la plaza mayor de la ciudad amurallada de Montevideo, así como su único espacio público abierto. Rodeada por las calles Juan Carlos Gómez, Sarandí, Ituzaingó y Rincón, en su entorno se erigen importantes edificios: la Catedral metropolitana, el Cabildo histórico, el Club Uruguay, la Casa Vaeza y el edificio sede del Ministerio de Transporte y Obras Públicas.

#### Plaza España

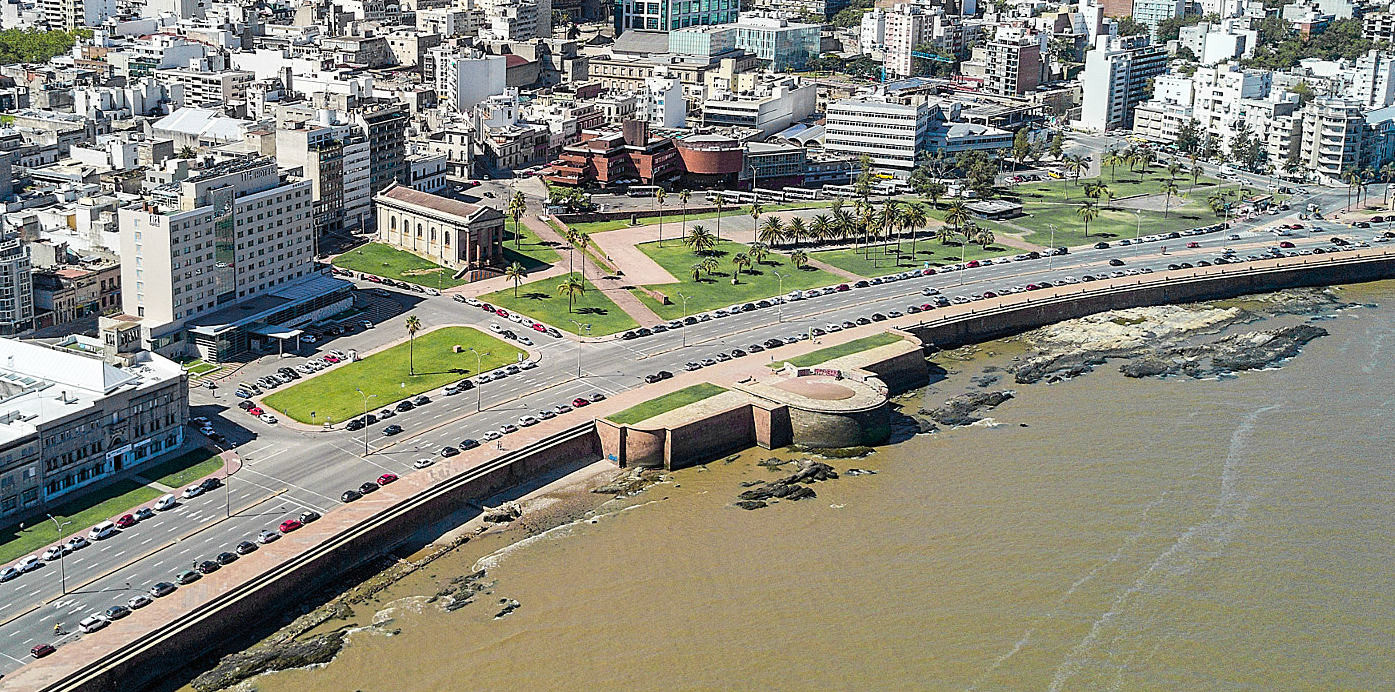
Plaza España

Ubicada sobre la Rambla Gran Bretaña, frente a las costas del Río de la Plata, el espacio data de inicios del siglo XX, sin embargo, la plaza fue construida en 1980 como parte de los preparativos para la visita oficial de los reyes Juan Carlos I de España y Sofía, que tendría lugar en 1983. Homenaje a la amistad entre España y Uruguay, en la plaza se encuentran restos de la muralla colonial, el Portón de San Juan y monumentos a Don Quijote de la Mancha y a Isabel la Católica.

#### Plaza Zabala

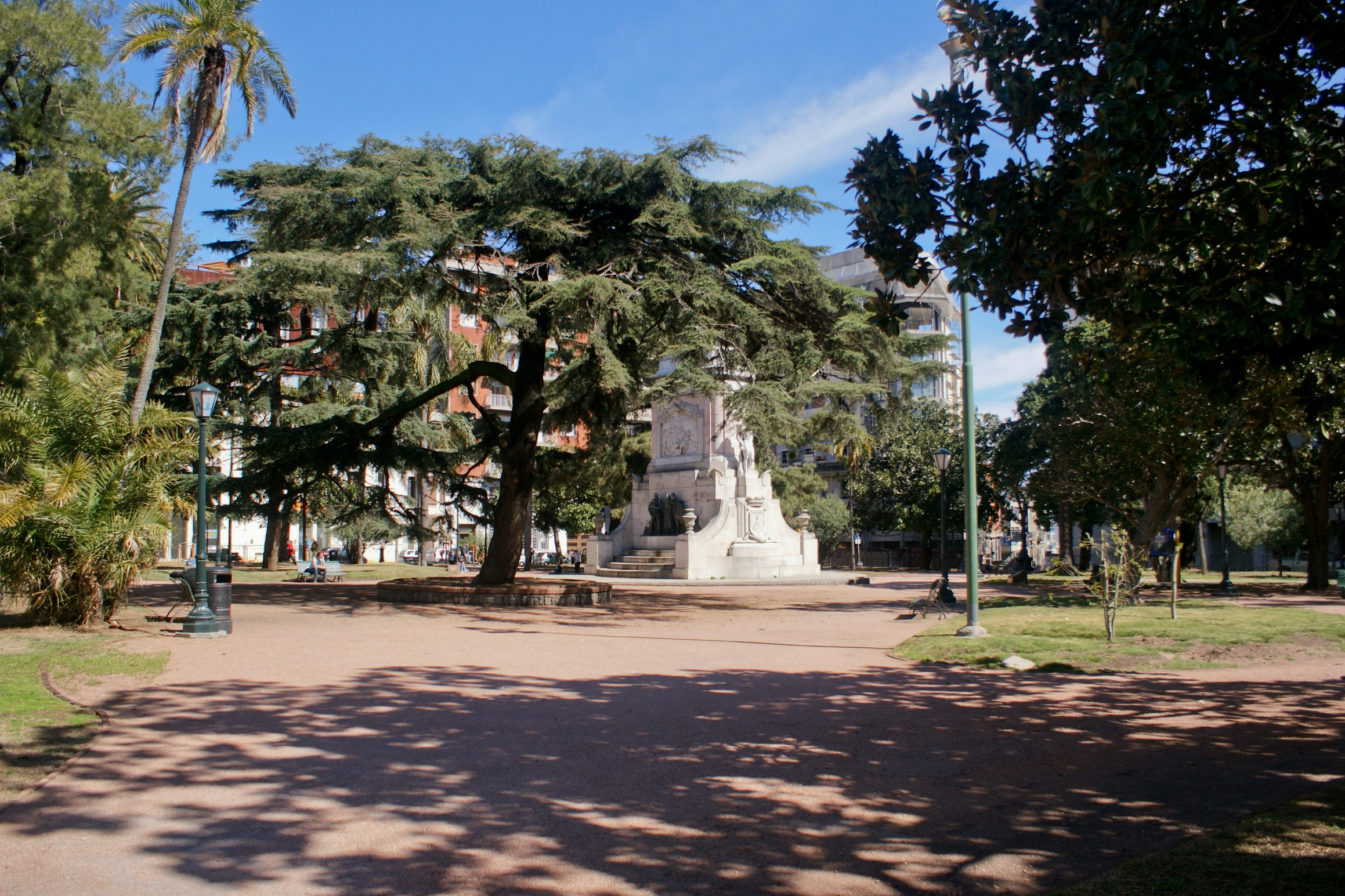
Plaza Zabala

Inaugurada en diciembre de 1890, tiene una forma oblicua, lo cual altera el regular damero que caracteriza al barrio. Fue diseñada por el paisajista francés Édouard-François André, quien obtuvo inspiración en los jardines europeos de la belle époque. Nombrada en honor al fundador de Montevideo, Bruno Mauricio de Zabala, en el centro se eleva una estatua ecuestre en su memoria.

### Templos

#### Catedral Metropolitana

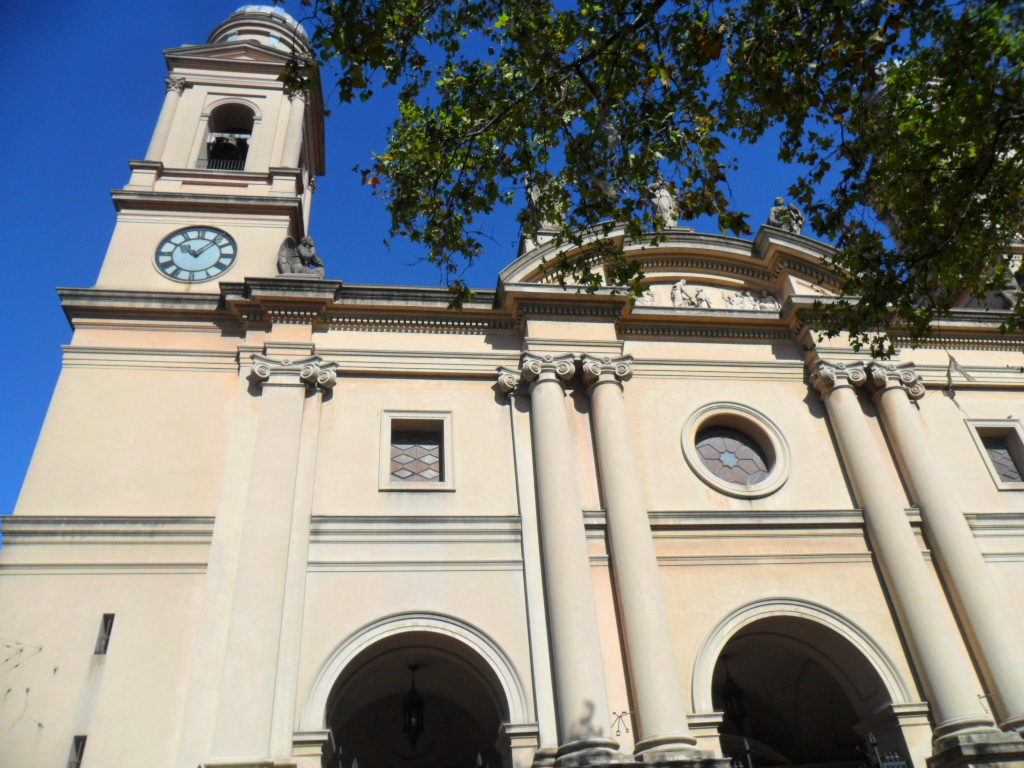
Catedral metropolitana

También conocida como «Iglesia Matriz», es el principal templo católico de la ciudad, y sede de la arquidiócesis de Montevideo. Ubicada frente a la Plaza de la Constitución, su construcción fue iniciada en 1790 en estilo neoclásico y fue consagrada en 1804, mientras que en 1878, fue elevada a la categoría de catedral el papa León XIII. Su interior, de planta basilical, cuenta con tres naves y un crucero con cúpula. Entre 1941 y 1963 se llevaron a cabo importantes reformas a su fachada y cúpula. El templo es el lugar de sepultura de ilustres personalidades de la historia uruguaya.

#### Iglesia de San Francisco de Asís

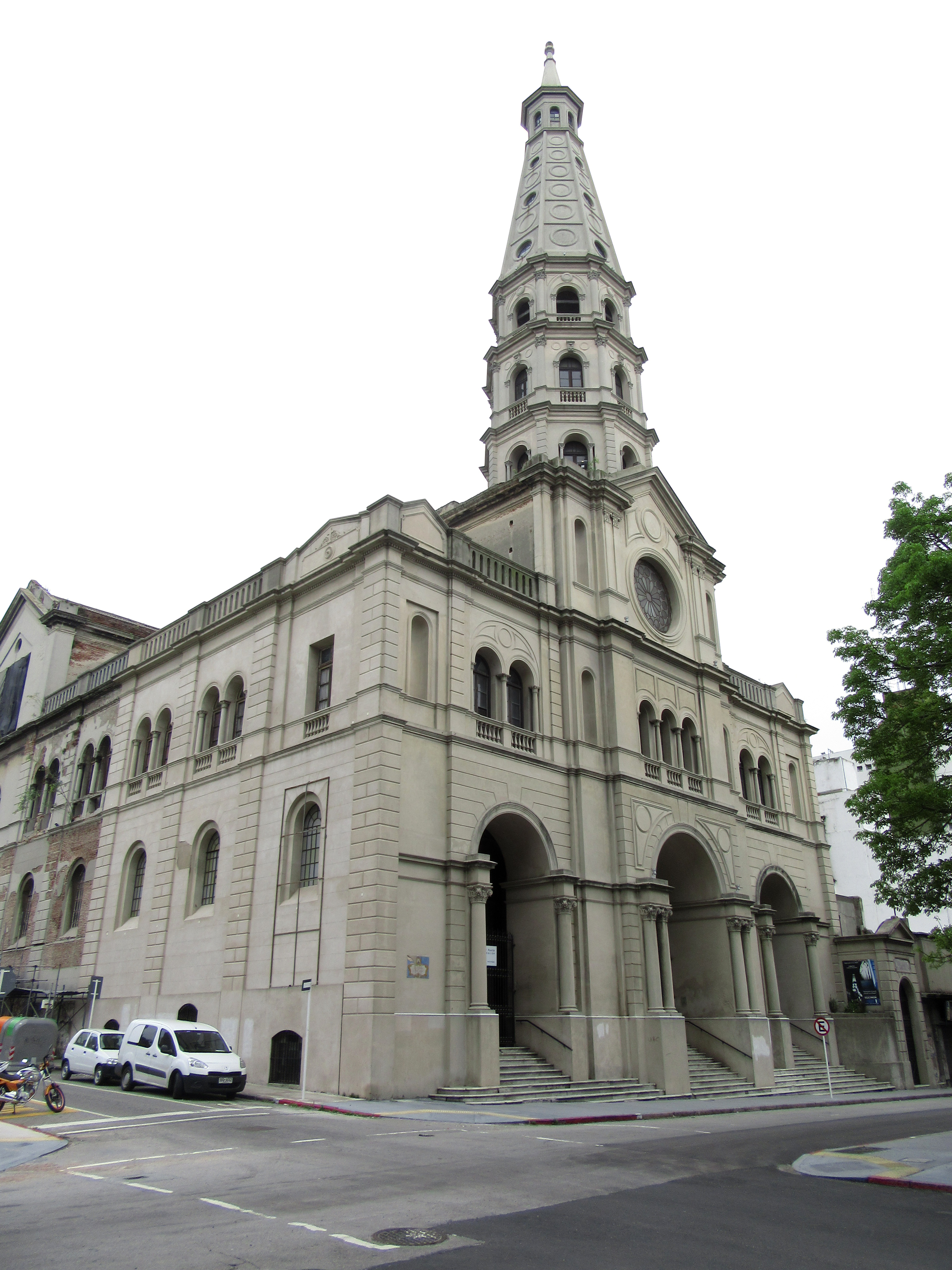
Iglesia de San Francisco de Asís

Diseñada por el arquitecto francés Víctor Rabú, comenzó a ser construida en 1864, sobre los cimientos de un antiguo templo. El primer servicio religioso fue realizado en 1874, y la inauguración de la nave central tuvo lugar en 1881. De estilo ecléctico historicista, en su exterior cuenta con una torre, ubicada en el eje compositivo del edificio, que alberga un campanario, que al momento de su construcción fue el punto más alto de la ciudad. Por su parte, el interior presenta tres naves cubiertas por bóvedas de arista, crucero y ábside semicircular.En su subsuelo se encuentra una cripta dedicada al Señor de la Paciencia e inaugurada en 1900 por Mariano Soler. 
Declarada Monumento Histórico Nacional en 1975, en el templo se preservan diferentes documentos históricos de personalidades de la historia uruguaya, como las actas matrimoniales de Giuseppe Garibaldi y el actas de bautismo de José Pedro Varela.

#### Iglesia Nuestra Señora de Lourdes y San Vicente Pallotti

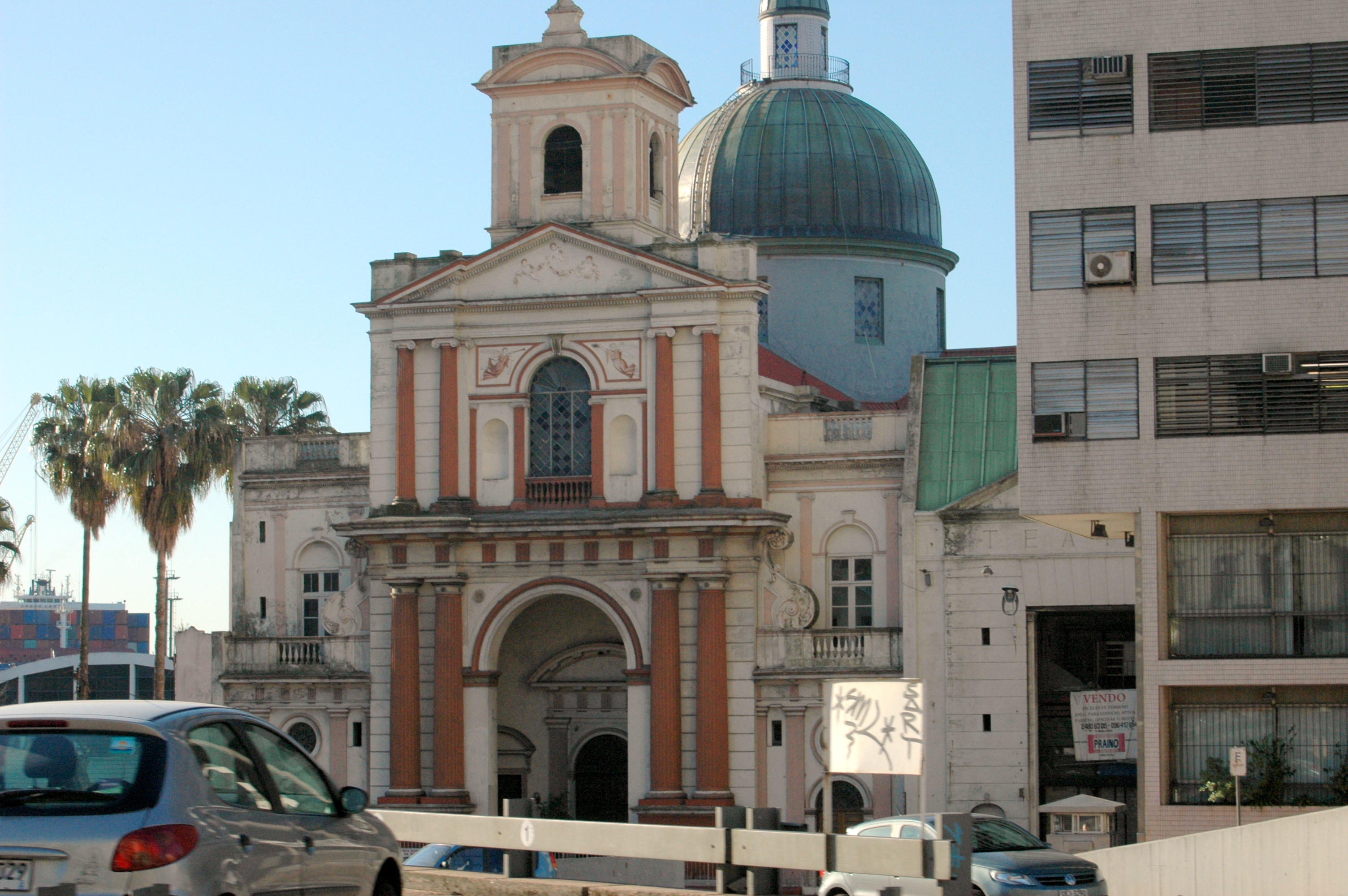
Iglesia de San Francisco de Asís

Construida entre 1885 y 1890 por la iniciativa del influyente matrimonio formado por Clara Errazquin Larrañaga de Jackson –sobrina de Dámaso Antonio Larrañaga– y el inmigrante inglés John Jackson. De estilo ecléctico neobarroco, fue el primer templo en América del Sur dedicado a la Virgen María bajo la advocación de Nuestra Señora de Lourdes. Su interior está compuesto por una planta en forma de cruz latina con nave única y crucero.

#### Sinagoga de la Comunidad Israelita Sefaradí

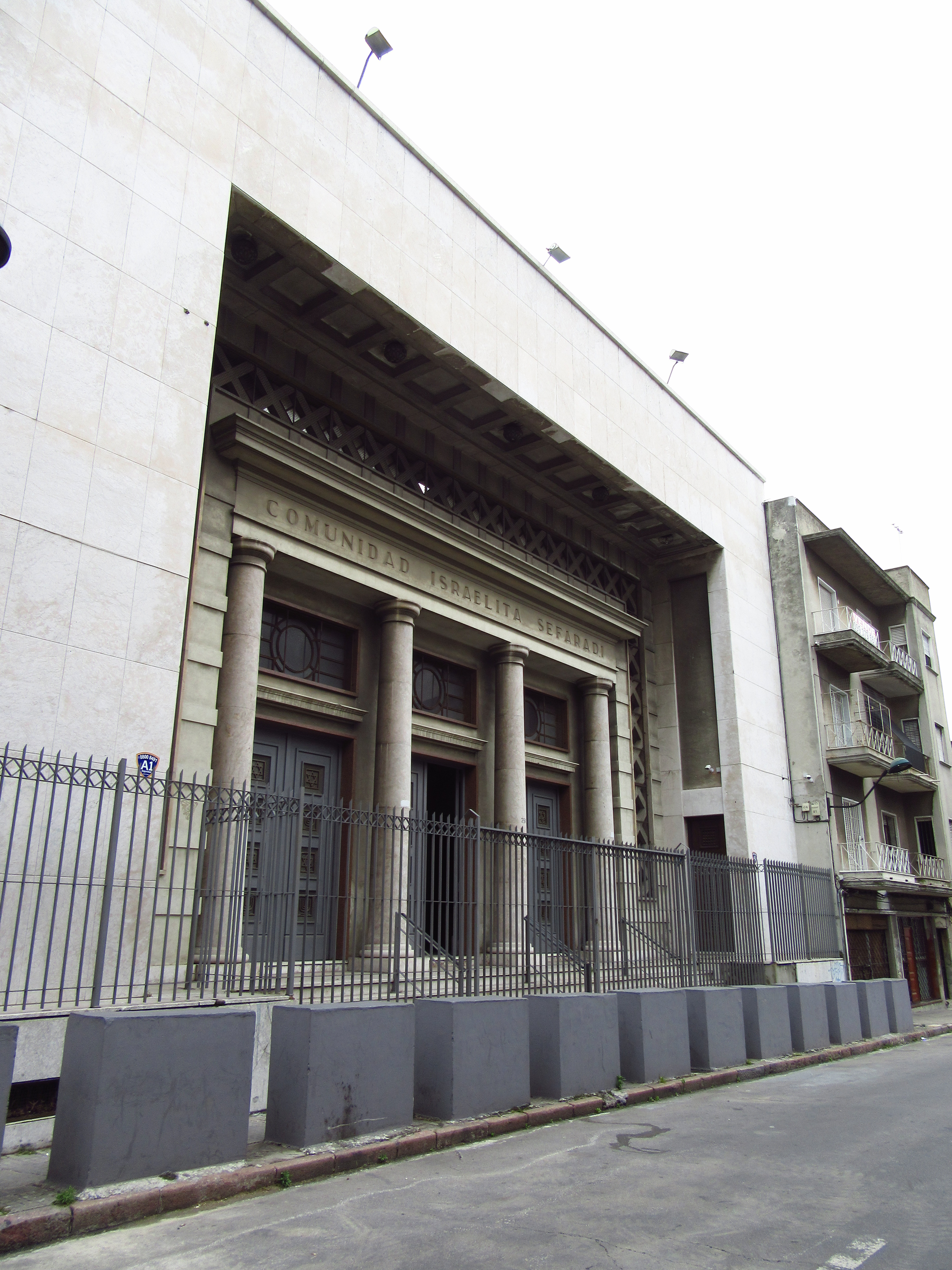
Sinagoga Israelita Sefaradí

Inspirada en la sinagoga portuguesa de Nueva York, es un templo judío perteneciente a la comunidad sefaradí. Su piedra fundamental fue colocada en julio de 1954, y fue formalmente inaugurada en 1956. Para su construcción se utilizaron maderas de Yugoslavia y mármoles de Italia. Si bien la comunidad también posee un centro comunitario en el barrio de Punta Carretas desde la década de 1990, el templo sigue siendo el sitio donde se realizan grandes celebraciones. Asimismo, allí funciona el Centro Cultural Safaradí de Montevideo.

#### Templo Anglicano de la Santísima Trinidad

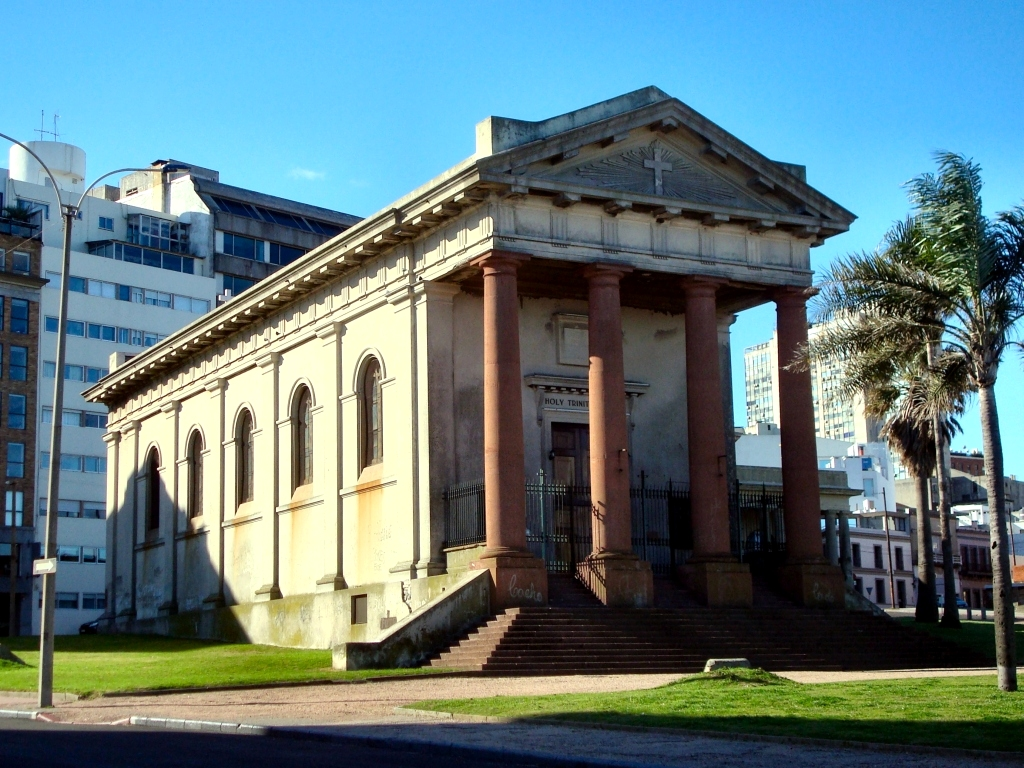
Templo Inglés

De rito anglicano, es comúnmente conocido como «Templo Inglés». El primer edificio fue inaugurado en 1845 después de que la comunidad anglicana y los cónsules de Estados Unidos, Suecia e Inglaterra solicitaran al gobierno uruguayo la autorización para la construcción de un templo protestante, por parte del empresario anglouruguayo Samuel Lafone. El inmueble se encontraba en la zona de El Bajo, de espaldas a la costa. En 1934, debido a la construcción de la Rambla Sur, el gobierno departamental de Montevideo adquirió la propiedad del edificio y permitió retirar los objetos que contenía para luego iniciar la demolición. El 6 de junio de 1936 se inauguró el actual edificio, construido a semejanza de su antecesor en una zona cercana, pero con su fachada principal frente a la costa.

## Urbanismo
La Rambla de Montevideo fue concebida aquí como una vía de circulación rápida, para facilitar el nutrido transporte desde y hacia el Puerto de Montevideo.
Alberga la Plaza Matriz y la Plaza Zabala. La primera fue la Plaza Mayor de la Ciudad Fortaleza y durante décadas, el único espacio público abierto concebido como tal. Allí se encuentran el Cabildo y la Catedral Metropolitana.
La segunda lleva el nombre en homenaje a Bruno Mauricio de Zabala, fundador de la ciudad, y se caracteriza por su disposición oblicua en el damero perfecto del barrio. Allí se encuentran el Palacio Taranco y la casa de M. Sáenz de Zumarán (hoy sede del Discount Bank).

## Otros sitios de interés

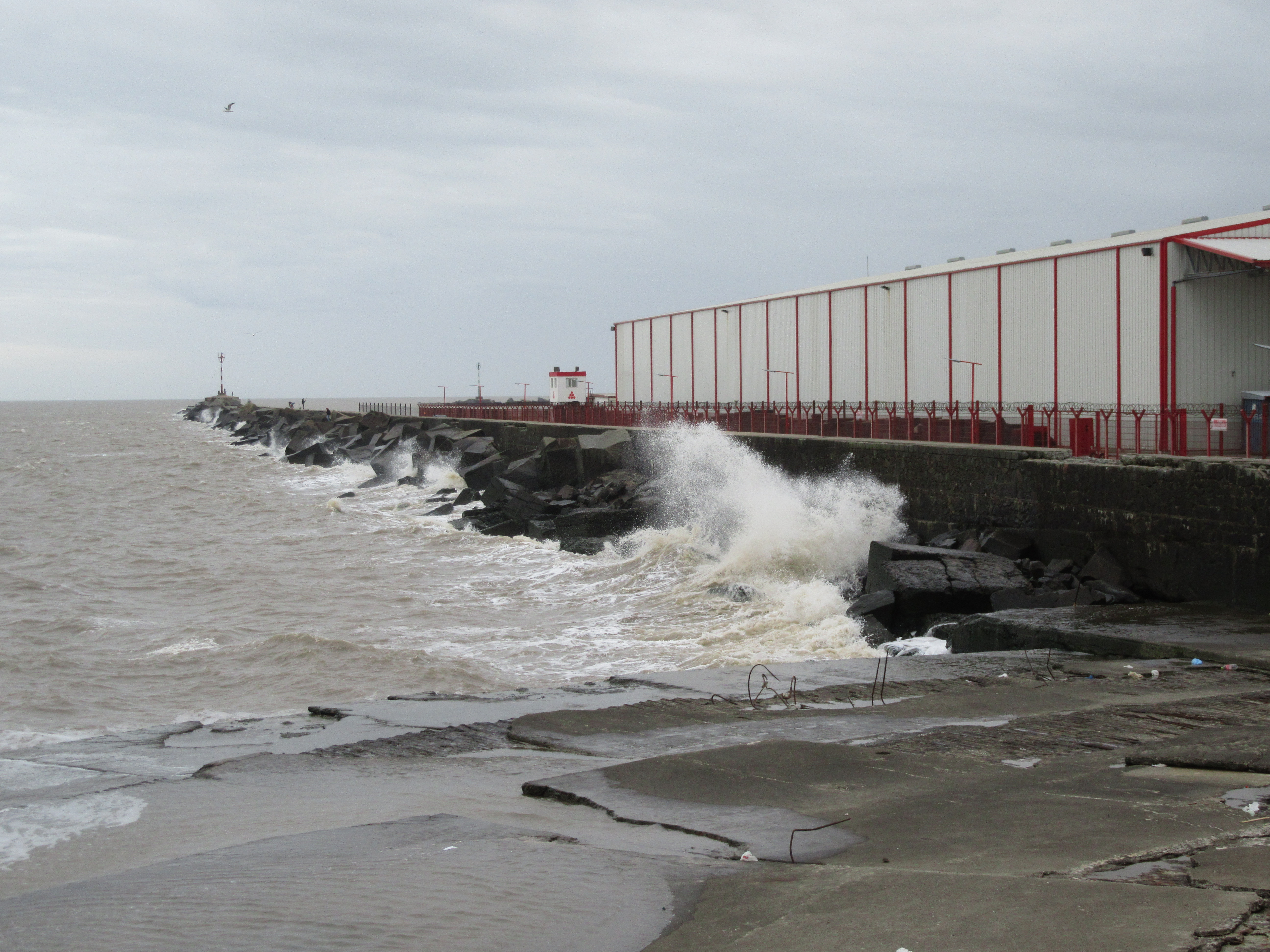
Escollera Sarandí, en la entrada de la bahía de Montevideo.

A su vez, en uno de sus extremos se encuentra el tradicional Teatro Solís. En el otro, se encuentra la Escollera Sarandí, que marca la entrada de la bahía de Montevideo. En su litoral norte se sitúa a su vez el Puerto de Montevideo, en cuyas cercanías se encuentra le Mercado del Puerto.
Por su parte, en su costado sur está el inicio de la Rambla de la ciudad, que en esta zona se divide en los sectores de Francia y Roosevelt. En la zona de la Rambla de Gran Bretaña se encuentran las plazas de España y de la República Argentina.

## Sismicidad
La región responde a la «falla de Punta del Este», y a la «subFalla del Río de la Plata»; con sismicidad baja; y su última expresión se produjo el 5 de junio de 1888 (136 años), a las 3.20 UTC-3, con una magnitud de 5,5 en la escala de Richter. (Terremoto del Río de la Plata de 1888).